# Flora Sassoon
Flora Sassoon (Bombay, 18 de noviembre de 1859 – Londres, 14 de enero de 1936) fue una mujer de negocios, historiadora y filántropa de la India Británica.

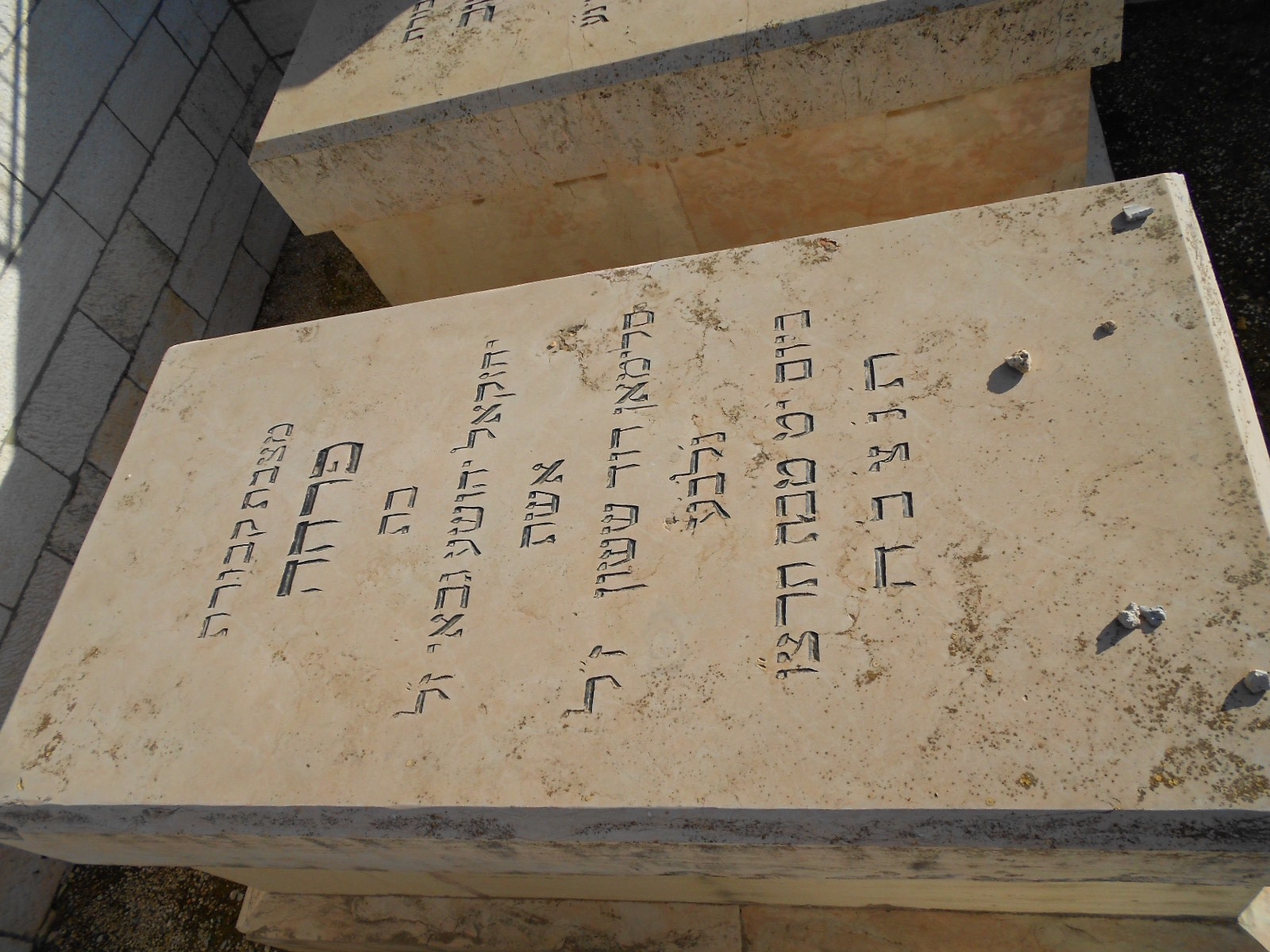
Lápida de Flora Sassoon en el Cementerio del Monte de los Olivos en Jerusalén, Israel.

## Biografía

### Primeros años
Flora Gubbay nació en 1859 en Bombay, India Británica. Su padre era Ezekiel Abraham Gubbay (1824–1896), un comerciante judío quién había llegado a India procedente de Bagdad, Irak, y su madre, Aziza Sassoon (1839–1897). Su abuelo materno era el Baronet Albert Abdullah Sassoon (1818–1896), y en consecuencia, su bisabuelo materno era David Sassoon (1792–1864), líder de la comunidad judía de Bombay y gran comerciante de algodón y opio, quién sirvió como tesorero de Bagdad entre 1817 y 1829, y su bisabuela materna fue su primera esposa, Hannah Joseph (1792–1826). Tuvo doce hermanos: Abraham, Rebecca, Sarah, Ezra, Rachel, Kate Khatoun, Dina, Joseph, Ronnie Aharon, Simha, David Ezra y Aaron Ezekiel.
Fue educada en una escuela católica y además recibía clases particulares con rabinos traídos de Bagdad. Ya para la edad de diecisiete años, hablaba hebreo, judeoárabe, arameo, hindī-urdū, inglés, francés y alemán. El periódico australiano The Cairns Post la describió una vez como una de las mujeres más cultas del mundo, haciendo referencia a su conocimiento secular.

### Mujer de negocios
Sassoon tomó el control del negocio de su marido en India, David Sassoon & Company, poco después de su muerte.

### Judaísmo
Una judía ortodoxa observante, siempre se aseguraba de viajar con su quórum de oración de diez varones judíos adultos y dio su apoyo a la Declaración Balfour y era una contribuyente a actividades sionistas conocida. Además, era una estudiosa de la Torá y escribió artículos sobre Rashi, los cuales fueron publicados en The Jewish Forum. En 1924, presidió el día aniversario del London School of Jewish Studies (entonces conocido como Jews' College), haciendo énfasis en la importancia de una educación judía con acceso para toda la comunidad. Además, ella a menudo era la anfitriona de banquetes y cenas orientales, meticulosamente preparados bajo las normas del kashrut; para garantizar esto, ella siempre viajaba con su matarife particular

### Filantropía
En sus años en India,  fue una seguidora ávida de la investigación de Waldemar Haffkine (1860–1930), quién inventó una vacuna contra el cólera, y animó a muchos hindúes y musulmanes a vacunarse, que se mostraban reacios a ello. En total, Haffnike vacunó unas 50.000 personas. Una vez que se mudó a Inglaterra, a menudo efectuaba donaciones a comunidades judías alrededor del mundo que apelaban a su caridad en momentos horas de necesidad comunitaria.

### Vida personal
Se casó con Solomon David Sassoon (1841–1894),  hijo de David Sassoon (1792–1864) con su segunda esposa, Farha Hyeem (1814–1886); eran primos en segundo grado. Tuvieron tres hijos:
- David Solomon Sassoon (1880–1942; tuvo un hijo, Solomon David Sassoon (1915–1985), y nieto, Isaac S.D. Sassoon), ambos rabinos dedicados a las comunidades iraquíes de Inglaterra e India[1][2]
- Rachel Sassoon (1877–1952, casada con David Ezra).[1]
- Mozelle Sassoon (1884–1921).[1]

Vivieron en Bombay. Después de la muerte de su marido, se mudó a Londres.  Ella y sus hijos visitaron Bagdad para las festividades judías de Rosh Hashaná y Yom Kippur de 1910, la cual constituyó el acontecimiento del año en la ciudad y ella fue presentada ante todas las personas importantes en la ciudad, desde el wali de Bagdad Hussain Nadim Pasha, y el Rabino Jefe Ezra Dangoor, hasta el cabalista Ben Ish Chai. Murió en 1936,  en su mansión en la Calle Bruton de Londres.